# Reticulado

Reticulado das partições de um conjunto com 4 elementos.

Em matemática, especialmente na teoria da ordem e em álgebra, um reticulado é uma estrutura L = (L, R) tal que L é parcialmente ordenado por R e para cada dois elementos a, b de L existe supremo (menor limite superior) e ínfimo (maior limite inferior) de {a,b}.

## Reticulados como estruturas algébricas
De maneira equivalente, um reticulado pode ser definido como uma estrutura algébrica. 
Uma estrutura algébrica (L, {\displaystyle \lor ,\land }), consistindo de um conjunto L e duas operações {\displaystyle \lor },  e {\displaystyle \land },  sobre L é um reticulado se para todos os elementos  a, b, c de L valem as seguintes equações, que podem ser vistas como axiomas da teoria dos reticulados.
| Leis Comutativas {\displaystyle a\lor b=b\lor a}, {\displaystyle a\land b=b\land a}. |  | Leis Associativas {\displaystyle a\lor (b\lor c)=(a\lor b)\lor c}, {\displaystyle a\land (b\land c)=(a\land b)\land c}. |  | Lei de Absorção {\displaystyle a\lor (a\land b)=a}, {\displaystyle a\land (a\lor b)=a}. |

As identidades seguintes as vezes também são vistas como axiomas, apesar de poder ser facilmente deduzidas usando as duas leis de absorção.
Leis de Idempotência
{\displaystyle a\lor a=a},
{\displaystyle a\land a=a}.

## Exemplos
- Seja {\displaystyle A^{\,}} um conjunto não vazio e {\displaystyle {\mathcal {P}}\left(A^{\,}\right)} o conjunto potência ou conjunto das partes de {\displaystyle A^{\,}}. Além disso, seja {\displaystyle \subseteq ^{\,}} a relação de inclusão de conjuntos. Então {\displaystyle \left\langle {\mathcal {P}}\left(A\right),\subseteq \right\rangle } é um reticulado no qual o supremo está representado pela união de conjuntos e o ínfimo pela interseção.

- Seja {\displaystyle \left\langle A,\leq \right\rangle } um conjunto totalmente ordenado, isto é, {\displaystyle \leq ^{\,}} é uma relação de ordem total. O supremo de dois elementos é o maior deles e o ínfimo é o menor.

## Semirreticulados
- Um semirreticulado superior é um conjunto parcialmente ordenado em que existe supremo para quaisquer dois elementos a,b.
- Um semirreticulado inferior é um conjunto parcialmente ordenado em que existe ínfimo para quaisquer dois elementos a,b.